# Downingia ornatissima
Downingia ornatissima är en klockväxtart som beskrevs av Edward Lee Greene. Downingia ornatissima ingår i släktet Downingia och familjen klockväxter. Inga underarter finns listade i Catalogue of Life.